# Leichtathletik-Weltmeisterschaften 2007/Teilnehmer (Niederländische Antillen)
| Goldmedaillen | Silbermedaillen | Bronzemedaillen |
| ------------- | --------------- | --------------- |
| ––            | ––              | ––              |

Die Niederländischen Antillen stellten mindestens einen Teilnehmer bei den Leichtathletik-Weltmeisterschaften 2007 in der japanischen Metropole Osaka.

## Ergebnisse

### Männer

#### Laufdisziplinen
| Athlet           | Disziplin | Vorlauf | Vorlauf | Viertelfinale | Viertelfinale | Halbfinale | Halbfinale | Finale  | Finale |
| Athlet           | Disziplin | Zeit    | Platz   | Zeit          | Platz         | Zeit       | Platz      | Zeit    | Platz  |
| ---------------- | --------- | ------- | ------- | ------------- | ------------- | ---------- | ---------- | ------- | ------ |
| Churandy Martina | 100 m     | 10,16 s | 3       | 10,10 s       | 4             | 10,15 s    | 5          | 10,08 s | 5      |
| Churandy Martina | 200 m     | 20,47 s | 12      | 20,39 s       | 9             | 20,20 s NR | 6          | 20,28 s | 5      |